# جاكوب دبليو. ميلر
جاكوب دبليو. ميلر (بالإنجليزية: Jacob W. Miller)‏ هو محامي وسياسي أمريكي، ولد في 29 أغسطس 1800 في Washington Township, Morris County, New Jersey ‏ في الولايات المتحدة، وتوفي في 30 سبتمبر 1862 في موريستاون في الولايات المتحدة. نشط حزبياً في حزب اليمين. وقد انتخب عضو جمعية نيوجيرسي العامة وانتخب عضو مجلس الشيوخ الأمريكي.